# Valentigney
 Valentigney  es una población y comuna francesa, en la región de Borgoña-Franco Condado, departamento de Doubs, en el distrito de Montbéliard y cantón de Valentigney.
Valentigney es la 23ª ciudad más grande de Borgoña-Franco Condado, la quinta en Doubs y la tercera en la aglomeración de Montbéliard. La ciudad es un semillero de la aventura automovilística francesa (tierra ancestral de la familia Peugeot) y la aeronáutica (con Étienne Œhmichen).

## Demografía
| 472                       | 189 | 516 | 612 | 808 | 883 | 976 | 1 002 | 1 016 | 1 023 | 1 272 | 1 331 | 1 573 | 2 014 | 2 223 | 2 530 | 2 823 | 3 493 | 4 124 | 4 367 | 5 001 | 5 115 | 5 579 | 5 875 | 5 488 | 5 256 | 5 723 | 11 241 | 12 895 | 14 894 | 14 362 | 13 133 | 12 486 | 11 509 |
| (Fuente: INSEE y Cassini) |     |     |     |     |     |     |       |       |       |       |       |       |       |       |       |       |       |       |       |       |       |       |       |       |       |       |        |        |        |        |        |        |        |